# Dia de pluja a Nova York
Dia de pluja a Nova York (títol original en anglès: A Rainy Day in New York) és una pel·lícula estatunidenca de comèdia romàntica dirigida per Woody Allen. És protagonitzada per Timothée Chalamet, Elle Fanning, Selena Gomez, Jude Law, Diego Luna i Liev Schreiber. Es va estrenar primer a Polònia el 26 de juliol del 2019, i als Països Catalans, l'11 d'octubre del mateix any. S'ha doblat i subtitulat al català.

## Argument
Dos joves arriben a Nova York per passar un cap de setmana que resulta ser plujós i es veuen immersos en diverses peripècies que impliquen prendre decisions vitals, tant professionals com sentimentals.

## Repartiment
- Timothée Chalamet com a Gatsby Welles
- Elle Fanning com a Ashleigh Enright
- Selena Gomez com a Shannon
- Jude Law com a Ted Davidoff
- Diego Luna com a Francisco Vega
- Liev Schreiber com a Roland Pollard
- Kelly Rohrbach com a Terry
- Annaleigh Ashford com a Lily
- Rebecca Hall com a Connie
- Cherry Jones com a Mrs. Welles[3]